# Franciszek Gollan
Franciszek Gollan (ur. 22 sierpnia 1884 w Łęgajnach koło Olsztyna, zm. 17 grudnia 1957 w Barczewie) – ludowy gawędziarz warmiński, rolnik.
Pochodził z rodziny chłopskiej, był synem Wacława i Zuzanny z Rowedów. Ukończył niemiecką szkołę powszechną, znajomość języka polskiego zawdzięczał rodzicom, był stałym czytelnikiem „Gazety Olsztyńskiej”. Niemal całe życie pracował na gospodarstwie w rodzinnych Łęgajnach, po II wojnie światowej zamieszkał u córki w Barczewie.
Miłośnik literatury polskiej, znany był z recytowania obszernych fragmentów Krzyżaków Sienkiewicza. Został upamiętniony w poezji Marii Zientary-Malewskiej i Jana Marii Gisgesa.